# Anolis stratulus
Anolis stratulus este o specie de șopârle din genul Anolis, familia Polychrotidae, descrisă de Cope 1861. Conform Catalogue of Life specia Anolis stratulus nu are subspecii cunoscute.